# Koremaguia alticola
Koremaguia alticola är en fjärilsart som beskrevs av Felder 1875. Koremaguia alticola ingår i släktet Koremaguia och familjen fjädermott. Inga underarter finns listade i Catalogue of Life.